# Biztonságos Kültéri Védelmi Rendszerek Értékelési Kritériuma
A Biztonságos Kültéri Védelmi Rendszerek Értékelési Kritériumát (eredeti nevén Assessment Criteria for Secure Perimeter Protection Systems) a Perimeter Protection Association of Europe (magyarul Európai Kültéri Védelmi Egyesület) hozta létre. Az ACSPPS-t a PPAE adja ki és használja a termékek és rendszerek minősítéséhez.

## Célja
Átfogó, európai szintű, egységes követelményrendszer, amely a kültéri védelmi rendszerek és termékek biztonsági kiértékeléséhez szükséges. Az előírások biztosításával a követelményrendszer alapján minden kültéri védelmi vállalkozás értelmezni tudja és el tudja készíteni a saját működésére vonatkozó részletes dokumentumait, szabályzatait, illetve elvégezheti vagy elvégeztetheti a szükséges biztonsági vizsgálatot.

## Leírás
Az európai szakmai közösség elvárásaihoz igazodó követelményrendszer, amely irányadó a kültéri védelmi termékek és fejlesztések esetében. A követelményrendszer biztosítja a termékek tervezése vagy beszerzése esetén a minőségi elvárások világos meghatározását, a minőségjavító módszereket, ennek bevezetését és a biztonsági követelmények érvényre juttatását. 

## Alkalmazási terület
Használata javasolt az összes európai kültéri védelmi vállalkozás számára. 

## Összefoglalva
Az ACSPPS a PPAE által kidolgozott követelményrendszer, amely elsősorban az európai országokban használatos, az európai ajánlásokhoz igazodik és tájékoztatást ad a vállalkozásoknak a kültéri védelmi eszközök és rendszerek biztonsággal kapcsolatos követelményeiről.